# A23 (autoestrada)

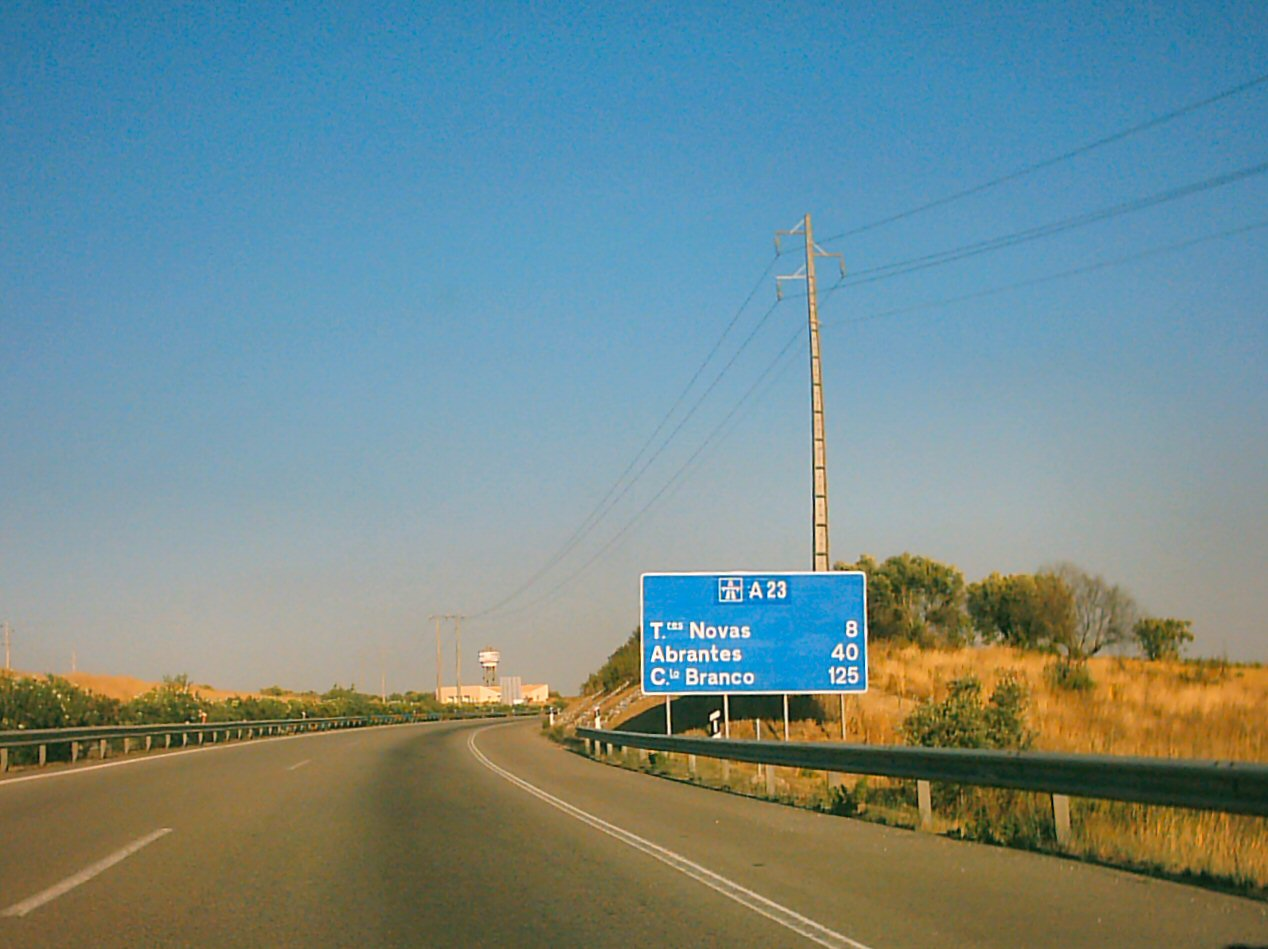
Auto-estrada A 23, depois do nó com a A 1.

A   A 23  - Autoestrada da Beira Interior é oficialmente uma autoestrada portuguesa. Atravessa os distritos da Guarda, Castelo Branco, Portalegre e Santarém, ligando Torres Novas (A 1) à Guarda (IP5/A 25). Com uma extensão de 217 km, é a 4.ª maior autoestrada do país e é considerada estruturante na rede rodoviária portuguesa, porque se constitui como a mais rápida ligação à fronteira de Vilar Formoso a partir da capital Lisboa. Até meados da década de 2000, esta rodovia não era considerada uma autoestrada, mas sim uma via rápida com perfil transversal de autoestrada (similar ao IC19 ou IC32), estando numerada como IP6 entre Torres Novas e Sarnadas e como IP2 daí até à Guarda. Antes da construção desta autoestrada, estava previsto o IP6 integrar parte da N3.
Concluída em 27 de Julho de 2003, a sua construção aproveitou os troços anteriormente com perfil transversal de autoestrada dos itinerários principais IP 6 (entre Torres Novas e Abrantes) e IP 2 (entre Alcains e o Fundão). O trajecto da A23 é pautado por paisagens bastante interessantes e, em certos pontos, alguma sinuosidade, com longas subidas e descidas.
Está concessionada à operadora GLOBALVIA A23-Beira Interior na maior parte do percurso (entre Abrantes e a Guarda). Os restantes quilómetros, entre Torres Novas e Abrantes, encontram-se sob a tutela da Estradas de Portugal, sendo este o troço mais sinuoso de toda a auto-estrada (destaca-se a curva acentuada junto ao nó de Rio de Moinhos), em virtude de ser também o mais antigo, classificado originalmente como sendo uma via rápida (IP6).
De 8 de dezembro de 2011 a 31 de dezembro de 2024 a circulação na A23 foi taxada com portagens exclusivamente eletrónicas. A Comissão de Utentes da A 23 – Autoestrada da Beira Interior, com sede na Covilhã, e que agrupa utentes dos distritos por onde passa a A 23, manifestou-se de forma contrária à introdução de portagens nas autoestradas SCUT, pois defendeu que "as razões (de coesão nacional) que levaram no passado, a criar no interior uma autoestrada sem portagens, continuariam a justificar-se plenamente no presente e no futuro". Desde 1 de janeiro de 2025 que o pagamento das portagens deixou de ser efetuado, tendo a autoestrada passado a regime gratuito em todo o seu trajeto.
Traçado da A 23 no Google Maps

## História
A Autoestrada   A 23  foi pensada construir primeiramente como aproveitamento dos troços do IP6 que já foram construídos entre Torres Novas e Abrantes. Também foram aproveitados alguns troços já construídos do IP2 que remontam entre Alcains e o Fundão, em virtude de o IP2 deixar de existir no troço antigo e sim em conjunto com a A23.
O resto do troço, ou seja, até à Guarda, foram construídos mais posteriormente, em razão especial para estabelecer as ligações entre o litoral e a Beira Interior do País.
Os dois últimos troços que foram inaugurados foi entre Gardete e Castelo Branco e entre Alcaria e Belmonte, em 2003.
| Troço                                | Situação | km   |
| ------------------------------------ | --- | ---- |
| A1 - Torres Novas                    | Em serviço (1993) como IP 6 Reclassificado (década de 2000) para A 23 (Concessão: Rede Rodoviária Nacional) | 10,0 |
| Torres Novas - Atalaia               | Em serviço (1994) como IP 6 Reclassificado (década de 2000) para A 23 (Concessão: Rede Rodoviária Nacional) | 7,5  |
| Atalaia - Abrantes Oeste             | Em serviço (1995) como IP 6 Reclassificado (década de 2000) para A 23 (Concessão: Rede Rodoviária Nacional) | 20,2 |
| Abrantes Oeste - Mouriscas           | Em serviço (06-03-2000) como IP 6 Reclassificado (década de 2000) para A 23 (Concessão: Beira Interior)     | 12,1 |
| Mouriscas - Gardete                  | Em serviço (19-07-2002) como IP 6 Reclassificado (década de 2000) para A 23 (Concessão: Beira Interior)     | 28,2 |
| Gardete - Castelo Branco             | Em serviço (27-07-2003) como IP 2 Reclassificado (década de 2000) para A 23 (Concessão: Beira Interior)     | 44,7 |
| Castelo Branco - Alcaria             | Em serviço (27-09-1999) como IP 2 Reclassificado (década de 2000) para A 23 (Concessão: Beira Interior)     | 38,5 |
| Alcaria - Belmonte (Teixoso)         | Em serviço (27-07-2003) como IP 2 Reclassificado (década de 2000) para A 23 (Concessão: Beira Interior)     | 21,5 |
| Belmonte (Teixoso) - Guarda ( A 25 ) | Em serviço (17-08-2002) como IP 2 Reclassificado (década de 2000) para A 23 (Concessão: Beira Interior)     | 32,5 |

## Perfil
A auto-estrada A 23 possui um perfil transversal tipo de duas vias por sentido, existindo mais uma nos locais onde a elevada inclinação justifique uma via adicional de ultrapassagem.
| Troço                 | Perfil | Extensão |
| --------------------- | ------ | -------- |
| Torres Novas - Guarda |        | 217 km   |

## Saídas

### Torres Novas - Guarda
| Número da Saída                   | km  | Destinos                                             | Estrada que liga                       |
| --------------------------------- | --- | ---------------------------------------------------- | -------------------------------------- |
|                                   | 0   | Porto / Leiria Lisboa / Santarém                     | A 1                                    |
| Praça de Portagem de Torres Novas |     |                                                      |                                        |
| 1                                 | 1   | Zibreira Alcanena Minde                              | N 3                                    |
| 2                                 | 9   | Torres Novas                                         | N 243                                  |
| 3                                 | 13  | Entroncamento Meia Via                               | N 3                                    |
| 4                                 | 17  | Entroncamento / Barquinha Golegã Tomar / Atalaia     | A 13 IC 3                              |
| 5                                 | 22  | Tancos Linhaceira                                    |                                        |
| 6                                 | 25  | Constância (oeste) Praia do Ribatejo                 |                                        |
| 7                                 | 28  | Constância                                           |                                        |
| 8                                 | 33  | Montalvo Martinchel                                  | N 3                                    |
| 9                                 | 37  | Abrantes (oeste) Rio de Moinhos                      | N 3                                    |
| 10                                | 42  | Abrantes (norte) / Alferrarede Sardoal / Vila de Rei | N 2                                    |
|                                   | 44  | Área de Serviço de Abrantes                          | Área de Serviço de Abrantes            |
| 11                                | 49  | Mouriscas                                            | N 3                                    |
| 12                                | 58  | Ortiga Mação                                         | N 3-12                                 |
| 13                                | 64  | Domingos da Vinha Gavião Belver                      |                                        |
| 14                                | 72  | Envendos                                             | N 359                                  |
| 15                                | 78  | Gardete Nisa Portalegre Elvas \|\| IP 2              |                                        |
|                                   | 80  | Área de Serviço de Vila Velha do Ródão               | Área de Serviço de Vila Velha do Ródão |
| 16                                | 82  | Riscada Juncal                                       | N 3                                    |
| 17                                | 87  | Fratel                                               |                                        |
| 18                                | 92  | Proença-a-Nova / Pombal Perdigão                     | IC 8 N 241                             |
| 19                                | 97  | Alvaiade Vila Velha do Ródão                         | N 241                                  |
| 20                                | 108 | Retaxo Sarnadas de Ródão                             | N 3 N 18                               |
| 21                                | 113 | Castelo Branco (sul - Zona Industrial) Benquerenças  | N 3 N 18                               |
| 22                                | 119 | Castelo Branco (centro) Sarzedas                     | N 233                                  |
| 23                                | 122 | Castelo Branco (norte) Pampilhosa da Serra           | N 3                                    |
|                                   | 127 | Área de Serviço de Castelo Branco                    | Área de Serviço de Castelo Branco      |
| 24                                | 130 | Alcains                                              | N 352                                  |
| 25                                | 138 | Lardosa Idanha-a-Nova                                | N 18                                   |
| 26                                | 143 | Soalheira                                            | N 18                                   |
| 27                                | 149 | Alpedrinha Castelo Novo                              |                                        |
| 28                                | 157 | Fundão (sul) Serra da Gardunha Penamacor             | N 18                                   |
| 29                                | 161 | Fundão (norte) zona industrial                       | N 18                                   |
|                                   | 162 | Área de Serviço do Fundão                            | Área de Serviço do Fundão              |
| 30                                | 167 | Covilhã (sul) Tortosendo Serra da Estrela            | N 18                                   |
| 31                                | 173 | Covilhã (norte)                                      |                                        |
| 32                                | 182 | Caria Sabugal Belmonte                               | N 18-3                                 |
| 33                                | 191 | Belmonte Manteigas                                   | R 571                                  |
| 34                                | 200 | Benespera                                            |                                        |
| 35                                | 209 | Guarda (sul)                                         | N 233                                  |
|                                   | 215 | Área de Serviço da Guarda                            | Área de Serviço da Guarda              |
| 36                                | 215 | Guarda (norte) Viseu / Bragança Pinhel               | N 16 A 25 N 221                        |
| direcção                          | 215 | Vilar Formoso                                        | A 25                                   |

## Áreas de Serviço
- Área de Serviço de Abrantes (km 44)
- Área de Serviço de Vila Velha do Ródão (km 80)
- Área de Serviço de Castelo Branco (km 127)
- Área de Serviço do Fundão (km 162)
- Área de Serviço da Guarda (km 215)